# Too Shy
Too Shy è un singolo del gruppo musicale britannico Kajagoogoo, pubblicato il 22 gennaio 1983 come primo estratto dal primo album in studio White Feathers.

| Recensione | Giudizio |
| ---------- | -------- |
| AllMusic   | [ 2 ]    |

## Descrizione
Registrato verso la fine del 1982, pubblicato all'inizio del 1983, prodotto da Nick Rhodes, tastierista dei Duran Duran, e da Colin Thurston, già produttore dei primi due album degli stessi Duran Duran, con il testo scritto dal cantante solista Christopher Hamill (in arte Limahl) insieme al bassista e corista Nick Beggs, e con la musica composta da tutti i membri della band, Too Shy è presente sia sul lato principale del singolo 7" di debutto del gruppo, sia sul lato B in una versione strumentale leggermente remixata.
Il maxi singolo 12", che include le stesse facciate del singolo 7", aggiunge, sul lato B, l'inedito Take Another View, originariamente non compreso nell'album White Feathers. Nel 2004, proprio questo brano, insieme al citato strumentale, saranno inseriti tra le bonus track della ristampa dell'album.
Una versione live di Take Another View, brano frequentemente proposto dal gruppo in concerto, era già comparsa sul VHS/Laserdisc del White Feathers Tour, pubblicato nella primavera/estate del 1983, poco prima dell'uscita di Limahl dal gruppo.

## Successo e classifiche
Il brano ebbe immediato successo nel Regno Unito, dove, scalzando Down Under dei Men at Work, dal 13 febbraio 1983 rimase al primo posto nella Official Singles Chart per due settimane consecutive, per essere superato, a sua volta, da Billie Jean di Michael Jackson.
Coadiuvato dalla rotazione continua sull'allora neonata emittente musicale MTV, divenne ben presto anche una hit internazionale, lanciando i Kajagoogoo nel mito in Germania e negli altri stati di lingua tedesca dell'Europa centrale. Nonostante in questi paesi il gruppo si riconfermasse subito (1983) con i due singoli successivi da UK Top 10: Ooh to Be Ah e Big Apple (quest'ultimo estratto dal secondo album Islands del 1984), oltreoceano, invece, fu relegato tra gli one-hit wonder, non riuscendo ad ottenere un successo altrettanto significativo.
| Classifica (1983)                                           |                          | Posizione massima | Settimane in classifica |
| ----------------------------------------------------------- | ------------------------ | ----------------- | ----------------------- |
| Germania                                                    | Germania (bandiera)      | 1                 | 20                      |
| Regno Unito                                                 | Regno Unito (bandiera)   | 1                 | 13 (2 al 1°)            |
| Belgio (Vallonia)                                           | Belgio (bandiera)        | 1                 | 8                       |
| Nuova Zelanda                                               | Nuova Zelanda (bandiera) | 2                 | 16                      |
| Svizzera                                                    | Svizzera (bandiera)      | 2                 | 10                      |
| Austria                                                     | Austria (bandiera)       | 4                 | 14                      |
| Svezia                                                      | Svezia (bandiera)        | 4                 | 8                       |
| Paesi Bassi                                                 | Paesi Bassi (bandiera)   | 5                 | 10                      |
| Italia                                                      | Italia (bandiera)        | 9                 | —                       |
| Billboard Hot 100 Mainstream Rock Songs Hot Dance Club Play | Stati Uniti (bandiera)   | 5 23 25           | —                       |

## Video musicale
Il video, diretto da Simon Milne, mostra i Kajagoogoo che eseguono il brano all’Embassy Club di Londra mentre una cameriera (la modella Carolyn Espley, futura moglie di Dennis Miller) fa le pulizie nel locale e vede persone di varie epoche danzare sulla pista.

## Tracce
Singolo 7" originale (catalogo EMI 5359)
Lato A
1. Too Shy – 3:41 (testo: Limahl, Nick Beggs – musica: Kajagoogoo)

Lato B
1. Too Shy (strumentale) – 3:57 (musica: Kajagoogoo)

Maxi singolo 12" originale (45 giri, 12 EMI 5359)
Lato A
1. Too Shy (Midnight mix) – 5:25

Lato B
1. Too Shy – 3:40
2. Take Another View – 4:17 (Kajagoogoo) – Produttore: Femi Jiya

Maxi singolo 12" US (33 giri, EMI America 7806-1)
Lato A
1. Too Shy (Mark Kamins remix) – 5:44

Lato B
1. Take Another View – 4:33

## Formazione
- Limahl – voce solista
- Nick Beggs – basso, seconda voce
- Steve Askew – chitarra, chitarra con EBow
- Stuart Croxford Neale – sintetizzatori, seconda voce
- Jez Strode – batteria, programmazione

## Riconoscimenti
- Nel 2002, il brano è stato inserito dall'emittente americana VH1 al 25º posto tra i "100 migliori one-hit wonder" (VH1's 100 Greatest One-Hit Wonders)[7].
- Nel 2006, la stessa emittente, lo colloca 27° tra le "100 migliori canzoni degli anni ottanta" (100 Greatest Songs of the 80's)[8].
- Infine, nel 2009, lo piazza al numero 9 tra i "100 migliori one-hit wonder degli anni '80" (100 Greatest One-Hit Wonders of the 80's)[9][10].

## Uso nei videogiochi
- In The Sims 2: Open for Business per computer, la canzone è tradotta nella lingua Simlish dei personaggi del gioco, i Sims.
- In Grand Theft Auto: Vice City Stories per PlayStation si può ascoltare il Midnight Mix, una versione strumentale della canzone, selezionando la stazione radio (virtuale) "Wave 103", che trasmette titoli new wave e Synth-pop.